# Casa Dulce
A Casa Dulce é uma edificação comercial localizada na cidade de Cáceres, no interior do estado do Mato Grosso, no Brasil. Foi tombada por sua importância histórica, sendo tida como a maior casa de comércio local, do final do século XIX e início do século XX.

## História
A Casa Dulce foi um comércio de propriedade dos italianos José Dulce e Leopoldo Lívio D’Ambrosio, que chegaram à cidade após a Guerra do Paraguai e se mantiveram financeiramente vendendo artigos nacionais e importados. Mais tarde, José Dulce adquiriu a parte de seu sócio. Foi o maior comércio de Cáceres, entre o final do século XIX e o início do século XX, e servia também como representante do Banco do Brasil na cidade de Cáceres.

## Arquitetura
A edificação foi construída em 1871 em estilo arquitetônico neoclássico, por isso, apresenta colunatas, balaústres e diversos adornos em sua fachada, incluindo animais e jarras. As janelas e portas são retangulares e com vidros coloridos. Atualmente, encontra-se totalmente modificada; apenas a parte frontal localizada na esquina se mantém em melhor estado de conservação.
Se destaca na fachada principal, logo acima da entrada principal, uma estátua de bronze de 150 kg, instalada em 1890. José Dulce pensava tratar-se de um anjo, mas a estátua também pode ser interpretada como a deusa da Vitória ou Niké. Depois do falecimento de José Dulce, em 1921, seu filho vendeu a escultura para um senhor que a colocou em seu túmulo no Cemitério de Corumbá. Em 1998, os moradores de Cáceres a encontraram e fizeram negócio com o coveiro para poder trazê-la de volta e colocá-la em seu local de origem.

## Tombamento
A Casa Dulce (Ao Anjo da Ventura) fica localizada dentro da poligonal do Conjunto urbanístico e paisagístico do Centro Histórico de Cáceres, tombado pelo Instituto do Patrimônio Histórico e Artístico Nacional (IPHAN), em 2010.